# Judolia impura
Judolia impura är en skalbaggsart som först beskrevs av Leconte 1857.  Judolia impura ingår i släktet Judolia och familjen långhorningar. Inga underarter finns listade i Catalogue of Life.